# 遠藤彰郎
遠藤 彰郎（えんどう あきお、1946年 - 2020年9月25日）は、日本の経営学者。元國學院大學教授、法学士。専門はコーポレート・コミュニケーション論、広報学、広告学、インベスター・リレーションズ論。

## 略歴
東京都立大森高等学校、1969年慶應義塾大学法学部政治学科卒業。日本経済新聞社を経て、1997年國學院大學経済学部助教授、2000年教授。

## 著書

### 共著
- 『企業広報講座Ⅱ　企業イメージと広報』日本経済新聞社	1993年8月
- 『新聞広告でビジネスを読む』　日本経済新聞社　1994年7月
- 『わが国のIR活動の現状』　日本IR協議会　1995年2月
- 『広告に携わる人の総合講座（平成9年版）』　日本経済新聞社　1997年2月
- 『デジタル情報時代　新聞の挑戦－ジャーナリズムは生き残れるか－』　日本新聞協会研究所　1998年2月
- 『図説　日本のマスメディア』　(NHKブックス)日本放送出版協会　2000年10月
- 『企業価値向上のためのIR経営戦略』東洋経済新報社　2004年7月
- 『図説 日本のマスメディア［第二版］』　日本放送出版協会（NHKブックス1039）　2005年9月
- 『コーポレート・コミュニケーション論』　実教出版　2006年4月

## 所属学会
- 日本社会心理学会
- 日本広告学会
- 日本広報学会
- 日本インベスター・リレーションズ学会
- 環境監査研究会
- 日本商業学会